# Суперкубок Молдовы по футболу
Суперку́бок Молда́вии по футбо́лу (рум. Supercupa Moldovei) — футбольное соревнование Молдавии, состоящее из одного матча, в котором играют обладатель Кубка Молдавии и чемпион Молдавии предыдущего сезона.

## Описание турнира
Суперкубок Молдавии проводится с 2003 года на главной арене спортивного комплекса «Шериф» (кроме 2021 г.). В случае, если Кубок и чемпионат выигрывает одна команда, Суперкубок не проводится (в 2006 году и в период с 2008 по 2010 годы Суперкубок не разыгрывался из-за «золотого дубля» тираспольского «Шерифа»). В соответствии с правилами для Суперкубка, утвержденным ФИФА, в случае ничейного результата по окончании основного времени (90 минут) матч переходит непосредственно к серии послематчевых пенальти.
В трёх из девяти розыгрышах Суперкубка побеждали чемпионы предыдущего сезона. В 2012 году обладатель Кубка Молдавии «Милсами» впервые нарушил эту последовательность.

## Результаты

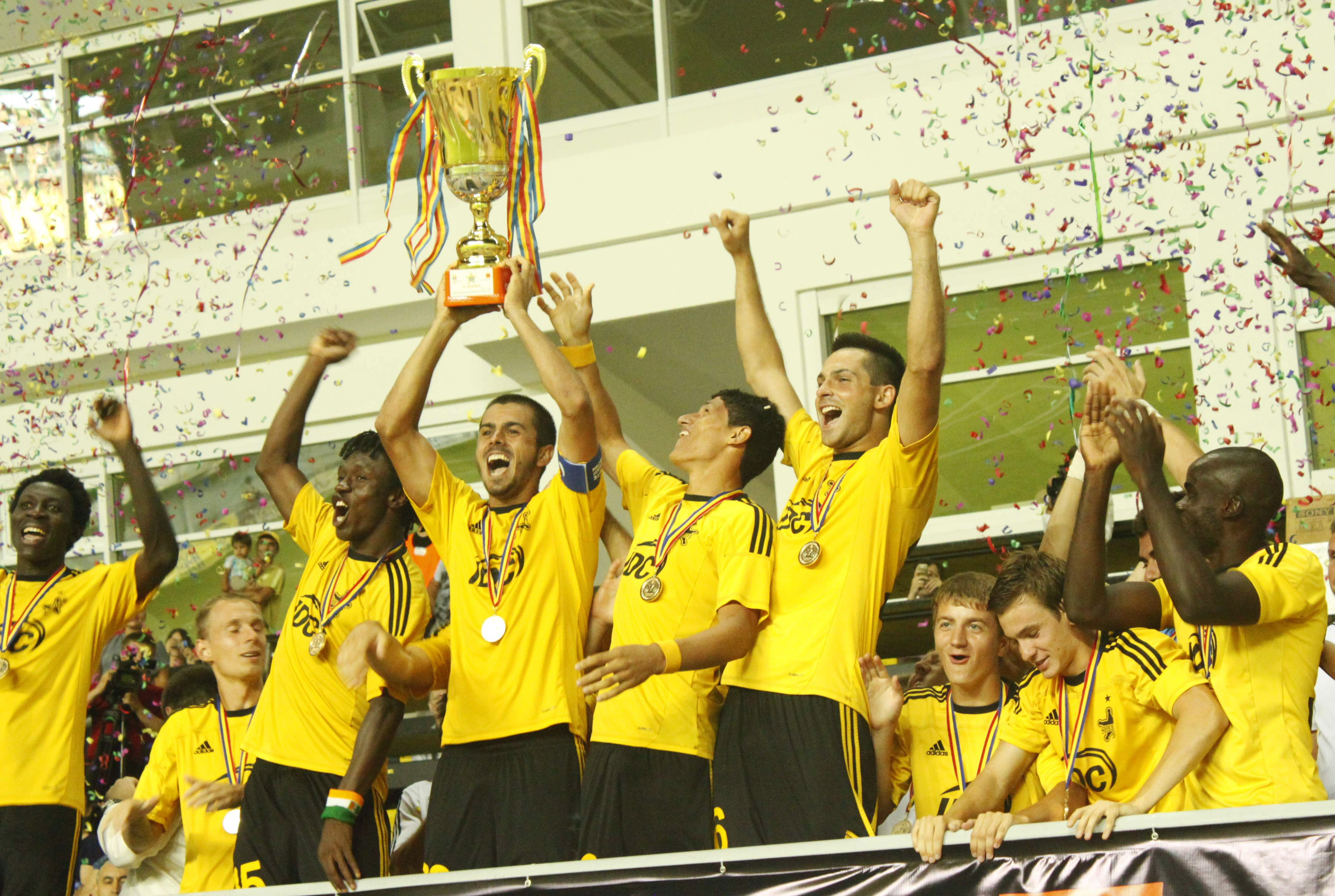
«Шериф» — обладатель Суперкубка 2013

| Сезон | Дата        | Победитель     | Счёт         | Проигравший | Стадион                             |
| ----- | ----------- | -------------- | ------------ | ----------- | ----------------------------------- |
| 2003  | 17 сентября | Шериф          | 3-2          | Зимбру      | Тирасполь, Главная Арена СК «Шериф» |
| 2004  | 8 августа   | Шериф          | 1-0          | Зимбру      | Тирасполь, Главная Арена СК «Шериф» |
| 2005  | 7 августа   | Шериф          | 4-0          | Нистру      | Тирасполь, Главная Арена СК «Шериф» |
| 2007  | 27 июня     | Шериф          | 1-0          | Зимбру      | Тирасполь, Главная Арена СК «Шериф» |
| 2011  | 7 августа   | Дачия          | 1-0          | Искра-Сталь | Тирасполь, Главная Арена СК «Шериф» |
| 2012  | 8 июля      | Милсами        | 0-0 (6-5 п.) | Шериф       | Тирасполь, Главная Арена СК «Шериф» |
| 2013  | 29 июня     | Шериф          | 2-0          | Тирасполь   | Тирасполь, Главная Арена СК «Шериф» |
| 2014  | 27 июня     | Зимбру         | 1-1 (4-3 п.) | Шериф       | Тирасполь, Главная Арена СК «Шериф» |
| 2015  | 25 июня     | Шериф          | 3-1          | Милсами     | Тирасполь, Главная Арена СК «Шериф» |
| 2016  | 10 августа  | Шериф          | 3-1          | Заря        | Тирасполь, Малая Арена СК «Шериф»   |
| 2019  | 10 марта    | Милсами        | 0-0 (5-4 п.) | Шериф       | Тирасполь, Малая Арена СК «Шериф»   |
| 2021  | 26 июня     | Сфынтул Георге | 2-2 (4-2 п.) | Шериф       | Бельцы, Городской стадион           |

## Статистика по клубам

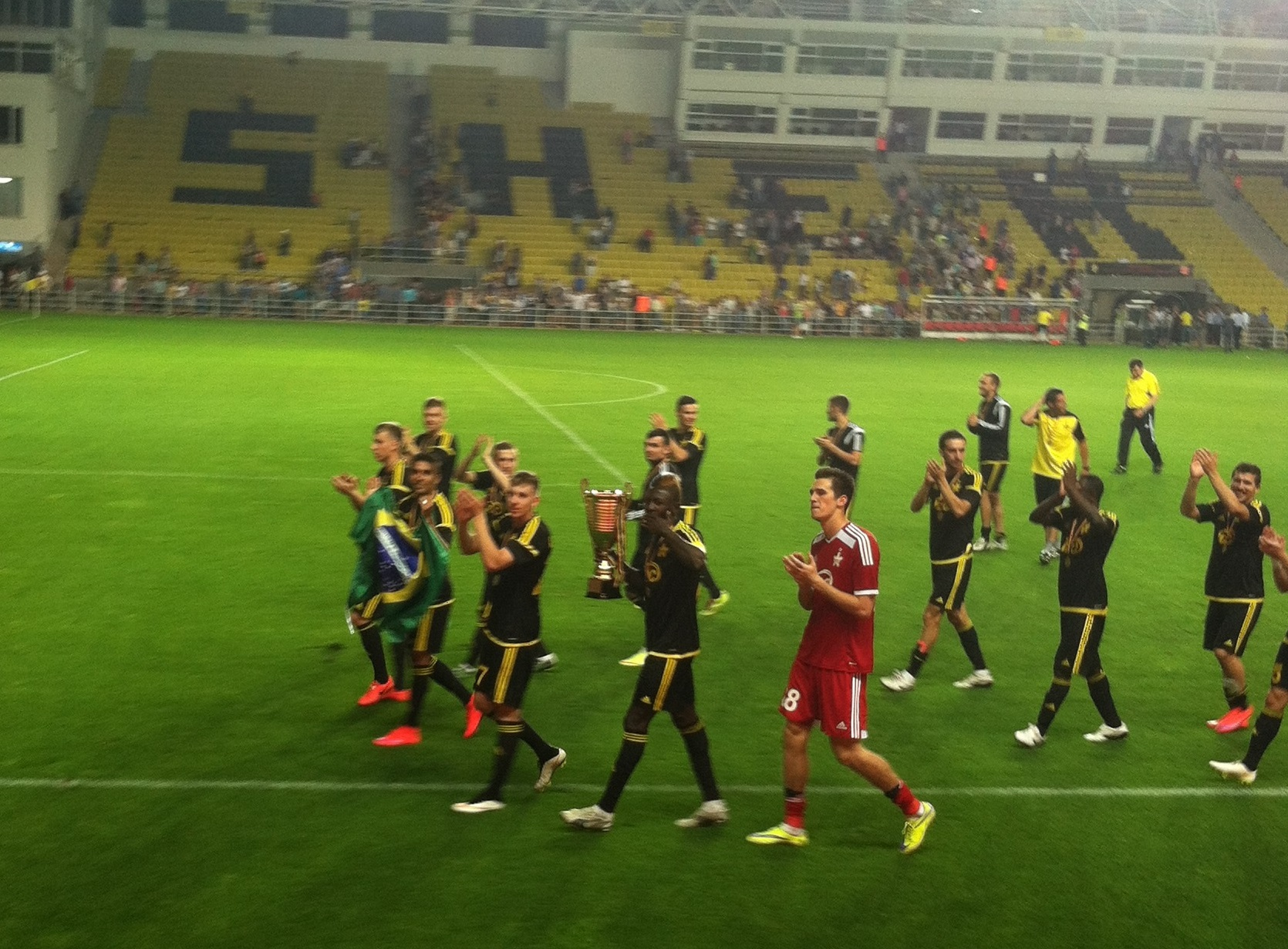
Футболисты «Шерифа» с Суперкубком 2015

| Клуб           | Победы | Поражения | Сезоны побед                             | Сезоны поражений       |
| -------------- | ------ | --------- | ---------------------------------------- | ---------------------- |
| Шериф          | 7      | 4         | 2003, 2004, 2005, 2007, 2013, 2015, 2016 | 2012, 2014, 2019, 2021 |
| Милсами        | 2      | 1         | 2012, 2019                               | 2015                   |
| Зимбру         | 1      | 3         | 2014                                     | 2003, 2004, 2007       |
| Дачия          | 1      | 0         | 2011                                     | —                      |
| Сфынтул Георге | 1      | 0         | 2021                                     | —                      |
| Нистру         | 0      | 1         | —                                        | 2005                   |
| Искра-Сталь    | 0      | 1         | —                                        | 2011                   |
| Тирасполь      | 0      | 1         | —                                        | 2013                   |
| Заря           | 0      | 1         | —                                        | 2016                   |